# L'Histoire de la femme
Pour plus de détails, voir Fiche technique et Distribution.
L'Histoire de la femme (女の歴史, Onna no rekishi) est un film japonais réalisé par Mikio Naruse en 1963.

## Synopsis
Nobuko Shimizu tient un salon de coiffure dans la banlieue de Tokyo. Elle vit seule avec sa belle-mère Kimiko et son fils unique Kohei âgé de vingt-quatre ans. Ce dernier est vendeur de voiture pour la société Nisshō Motors depuis qu'il est sorti de l'université. Kohei tombe amoureux de Midori, une jeune femme travaillant dans un cabaret de Shinjuku et lors d'un diner au restaurant, il annonce à sa mère qu'il veut se marier avec elle. Nobuko a d'autres ambitions pour son fils, elle voit en Midori une femme vénale et s'y oppose fermement. Une dispute éclate et Kohei quitte le domicile familial pour s'installer avec Midori, coupant tous les ponts avec sa mère. Quelque temps plus tard, il meurt dans un accident de voiture.
Nobuko se remémore plusieurs épisodes de sa vie. Elle s'est marié avec Koichi Shimizu en 1937, il est alors le fils d'un prospère propriétaire d'un commerce de bois qui peu de temps après le mariage se suicide aux côtés d'une geisha d'Asakusa. Il est en fait ruiné à la suite de mauvais placements en bourse. Peu après la naissance de Kohei, Koichi est mobilisé. Nobuko, sa belle-mère et son fils se retrouvent pour la première fois seuls. Leur maison est détruire par d'intenses bombardements sur Tokyo au cours desquels les parents de Nobuko perdent la vie. Les deux femmes se sont réfugiées à la campagne quand elles apprennent par courrier la mort au combat de Koichi. Aux lendemains de la défaite, Nobuko survit grâce au marché noir et à l'aide d'Akimoto, un ami d'enfance de son défunt mari. À cette époque, Nobuko a failli avoir une liaison avec lui, mais la pensée de son fils malade l'en avait empêchée.
Lorsque Midori se présente au salon de coiffure pour annoncer à Nobuko qu'elle est enceinte de Kohei, Midori la repousse violemment, rejetant sur elle la responsabilité de la mort de son fils, offrant même de l'argent pour qu'elle puisse se débarrasser de l'enfant. Mais poussée par Kimiko, elle finit par se réconcilier avec la jeune femme et à l’accueillir chez elle. Midori donne naissance à un fils Isao, choyé par Nobuko et Kimiko.

## Fiche technique
- Titre français : L'Histoire de la femme
- Titre original : 女の歴史 (Onna no rekishi?)
- Réalisation : Mikio Naruse
- Assistant réalisateur : Masazumi Kawanishi
- Scénario : Ryōzō Kasahara
- Photographie : Jun Yasumoto
- Montage : Eiji Ooi
- Musique : Ichirō Saitō
- Décors : Satoru Chūko
- Son : Masao Fujiyoshi
- Production : Sanezumi Fujimoto et Masakatsu Kaneko
- Société de production : Tōhō
- Pays d'origine :  Japon
- Langue originale : japonais
- Format : noir et blanc — 2,35:1 — 35 mm — son mono
- Genre : drame
- Durée : 126 minutes (métrage : 8 bobines - 3 450 m[1])
- Date de sortie :
  - Japon : 16 novembre 1963[1]

## Distribution
- Hideko Takamine : Nobuko Shimizu
- Akira Takarada : Koichi Shimizu, le mari de Nobuko
- Tatsuya Nakadai : Takashi Akimoto, l'ami d'enfance de Koichi
- Natsuko Kahara : Kimiko, la mère de Koichi
- Tsutomu Yamazaki : Kohei, le fils de Nobuko et de Koichi
- Hiroyuki Horigome : Kohei enfant
- Yuriko Hoshi : Midori Tominaga, la femme de Kohei
- Kamatari Fujiwara : Kenkichi Masuda, le père de Nobuko
- Kin Sugai : Tsune Masuda, la mère de Nobuko
- Chieko Nakakita : la belle-sœur de Nobuko
- Daisuke Katō : l'ami cuisinier d'Akimoto
- Keiko Awaji : Tamae Misawa
- Mitsuko Kusabue : Shizuyo Kinoshita
- Gen Shimizu : Masajiro, le père de Koichi
- Masao Oda : l'importun
- Haruo Suzuki : le frère de Nobuko

## À noter
- Le critique de cinéma, Shinbi Iida, note en janvier 1964 dans le Kinema Junpō qu'il aurait souhaité que Naruse apporte une touche plus personnelle à cette histoire de femme qui tient bon coûte que coûte malgré la guerre, la misère et les coups du sort, sujet traité dans nombre d'autres œuvres. Il souligne toutefois la scène de réconciliation entre Nobuko et Midori comme une scène d'anthologie qui sauve à elle seule le film[2].

## Récompenses et distinctions
- 1964 : Prix du film Mainichi du meilleur son pour Masao Fujiyoshi